# Jesse Leonard Greenstein
Jesse Leonard Greenstein (* 15. Oktober 1909 in New York, NY, USA; † 21. Oktober 2002 in Arcadia, Kalifornien) war ein US-amerikanischer Astronom.

## Leben und Werk
1929 schloss er mit einem Bachelor und 1930 mit einem Master of Science an der Harvard University ab. Dem folgte 1937 noch der Doktortitel.
Von 1937 bis 1948 war er am Yerkes-Observatorium beschäftigt. Anschließend wechselte er zum California Institute of Technology (CalTech). Dort wurde er zum Gründer des Ausbildungsprogramms für Astronomie und blieb dies bis 1972. In dieser Mission war er auch am Palomar-Observatorium und Mount-Wilson-Observatorium tätig. 1980 schied er offiziell aus der Fakultät von CalTech aus.
Sein Hauptinteresse galt der Physik astronomischer Objekte und hier insbesondere der Quasare. Er hat über 500 weißer Zwerge entdeckt.
Er starb an den Folgen eines Sturzes, den er drei Tage zuvor erlitten und bei dem er sich die Hüfte gebrochen hatte.

## Familie
Greenstein war 68 Jahre lang mit Naomi Kitay Greenstein verheiratet, die kurz vor ihm starb. Aus der Ehe entstammten zwei Söhne, Peter und George.

## Ehrungen
- 1954: Mitglied der American Academy of Arts and Sciences
- 1957: Mitglied der National Academy of Sciences
- 1968: Mitglied der American Philosophical Society
- 1970: Henry Norris Russell Lectureship der Amerikanischen Astronomischen Vereinigung
- 1971: Petrie Prize Lecture
- 1971: Bruce Medal
- 1975: Goldmedaille der Royal Astronomical Society
- 1996: Namensgeber für den Asteroiden (4612) Greenstein

Daneben war er kalifornischer Wissenschaftler des Jahres und erhielt eine NASA-Medaille.